# Chiesa evangelica di Brema
La Chiesa evangelica di Brema (in tedesco Bremische Evangelische Kirche) è la Chiesa protestante della Città-Stato di Brema, in Germania.
Quando la riforma protestante si diffuse nella Germania settentrionale, il primo culto evangelico di Brema fu celebrato in una delle sue chiese il 9 novembre 1522.
Da quell'anno Brema divenne, ed è tuttora, una città prevalentemente protestante.
Nel 1547 il capitolo, che in maggioranza si riconosceva nella tradizione luterana, nominò l'olandese Albert Hardenberg, conosciuto con il nome umanistico di Rizaeus, primo predicatore della cattedrale di Brema.  In seguito, però, si scoprì che il Rizaeus aderiva alla dottrina di Zwingli, e quindi celebrava anche la santa Cena secondo la tradizione calvinista.  Per questo egli fu respinto, licenziato e cacciato dalla città.
Ciò provocò un dissidio tra i riformati calvinisti, che nel frattempo erano diventati maggioritari nella città, e i luterani, fortemente appoggiati dal principato-arcivescovato di Amburgo.
Questa rivalità tra una maggioranza calvinista e una minoranza luterana perdurò nel tempo, finché le due comunità si riconciliarono e, unite, diedero vita alla Chiesa evangelica di Brema.